# Jurgen van de Walle
Jurgen Van de Walle, nascido a 9 de fevereiro de 1977 em Ostende na Bélgica, é um ciclista belga que estreiou como profissional em 1999 e se retirou ao finalizar a temporada de 2013.

## Biografia
Jurgen Van de Walle converteu-se em profissional em 1999 na equipa Palmans-Ideal. A sua carreira continuou em 2001 com a equipa Landbouwkrediet-Colnago, com o que terminou sexto na Druivenkoers Overijse, e daí alinhou pela Vlaanderen-T-Interin em 2002. No calendário francês, terminou em sexto lugar entre a Estrela de Bessèges de 2003, a seguir, sexto também no G. P. Cholet-Pays de Loire em 2004 e quinto da Paris-Bourges desse mesmo ano.
Em 2005, reincorporou-se à equipa Landbouwkrediet-Colnago. A seguir, destaca como corredor ao terminar sexto no Tour de Langkawi e quinto no Volta ao Algarve. À temporada seguinte passa a fazer parte da equipa Quickstep, com quem conseguiu a sua melhor temporada até ao momento. Terminou terceiro no Tour du Haut-Var em fevereiro, quarto na G. P. Kanton Aargau, segundo na Ster Elektrotoer em junho e quarto do Circuito Franco-Belga em outubro. A temporada do ano seguinte, no entanto, não foi tão boa pese a um oitavo lugar na Volta a Califórnia. Ganhou a sua primeira vitória profissional na Halle-Ingooigem em 2009 e voltou a repetir em 2010, ganhando em solitário. Em julho de 2010, alinhou para as duas próximas temporadas com a equipa Lotto Belisol.
A 18 de outubro de 2013 anunciou a sua retirada do ciclismo depois de quinze temporadas como profissional e com 36 anos de idade.

## Palmarés
2000
- 1 etapa do Circuito Montanhês

2009
- Halle-Ingooigem

2010
- Halle-Ingooigem

## Resultados nas Grandes Voltas
| Carreira        | 2004 | 2005 | 2006 | 2007 | 2008 | 2009 | 2010 | 2011 | 2012 | 2013 |
| --------------- | ---- | ---- | ---- | ---- | ---- | ---- | ---- | ---- | ---- | ---- |
| Giro d'Italia   | Ab.  | -    | 75º  | Ab.  | -    | -    | -    | -    | -    | -    |
| Tour de France  | -    | -    | -    | -    | 78º  | Ab.  | 63º  | Ab.  | -    | -    |
| Volta a Espanha | -    | -    | -    | -    | -    | -    | -    | 127º | -    | Ab.  |

-: não participa 

Ab.: abandono

## Equipas
- Palmans-Ideal (1999-2000)
- Landbouwkrediet (2001)
- Vlaanderen-T-Interim (2002-2003)
- Quickstep (2006-2010)
  - Quick Step-Innergetic (2006-2007)
  - Quick Step (2008-2010)
- Lotto Belisol (2011-2013)
  - Omega Pharma-Lotto (2011)
  - Lotto Belisol Team (2012)
  - Lotto Belisol (2013)